# 牧場物語 キミと育つ島
『牧場物語 キミと育つ島』（ぼくじょうものがたり キミとそだつしま）は、マーベラスインタラクティブから2007年2月1日に発売されたシミュレーションゲームで、ニンテンドーDS専用ソフト。『牧場物語シリーズ』の1つ。
ニンテンドーWi-Fiコネクション対応。当初は2006年12月21日に発売される予定だった。

## ストーリー
主人公たちの乗る船が、難破した。気がついたときには、見知らぬ島の砂浜に着いていた。一緒に流れ着いた出荷業者のタロウ一家によると、島に流れ着いたのは彼らだけらしい。何もない無人島であるひなた島を発展させるために、主人公は牧場で働くことを決める。

## 新要素
- 『牧場物語GB3 ボーイ・ミーツ・ガール』以来初めて稲作が可能。
- 質、量、鮮度によってアイテムがランク分けされる。
- 移動やアイテムの選択など、ほとんどがタッチペン操作で行われる。
- 「疲労度」に代わり、「満腹度」という新しいパラメータが加わった。

## キャラクター

### 主人公
マルク
主人公（男）。金髪。仲間5人とひなた島にやってきた。前向きな性格。女主人公であれば、花婿候補のひとり。恋愛ライバルはなし。
チェルシー
主人公（女）。茶髪に赤いバンダナをしている。仲間5人とひなた島にやってきた。活発な性格で、いつも周りの人間を明るくしている。男主人公であれば、花嫁候補のひとり。恋愛ライバルはなし。

### 花婿候補
ヴァルツ
クールな運び屋の青年。性格はいわゆるツンデレ。趣味はお金を貯めること。水曜と木曜しか登場しないが、花婿候補のひとりで、恋愛ライバルはセフィーナ。
エリク
主人公と共にひなた島にやってきた出荷業者。ナタリーの兄だが、彼女より背が低く悩んでいる。礼儀正しく気が弱い。花婿候補のひとりで、恋愛ライバルはジュリア。
ダニー
漁師。魚のためにひなた島にやって来た海の男。一人称は「ワシ」であり、関西弁風の話し方をする。九官鳥を飼っている。花婿候補のひとりで、恋愛ライバルはリリー。
シバ
ワーダに拾われ、育てられた野生児。素直な性格。隠れ花婿候補。
ピエール
グルメマン8世。料理評論家で、もちろん料理の味には厳しい。ただし、結構気さくな性格。花婿候補のひとりで、恋愛ライバルはナタリー。

### 花嫁候補
ジュリア
動物屋経営。マセルの娘。元気で明るく、何事にも積極的に取り組む性格。体を動かすことが好き。花嫁候補のひとりで、恋愛ライバルはエリク。
ナタリー
主人公と共にひなた島にやってきた出荷業者。エリクの妹。勝気で荒っぽいところがある。花嫁候補のひとりで、恋愛ライバルはピエール。
リリー
都会の元大人気アイドル。明るいが少しわがままな性格。釣りが趣味。花嫁候補のひとりで、恋愛ライバルはダニー。
セフィーナ
ダルシャンの娘。おとなしい性格。趣味は鉱石を集めること。花嫁候補のひとりで、恋愛ライバルはヴァルツ。
魔女さま
森の奥でクマのぬいぐるみに囲まれて生活をしている。夏の台風、冬の大雪は彼女の実験の失敗によるもの。隠れ花嫁候補。

### 町の住人
カレン
ミネラルタウンから観光に来ている。旦那の妹ポプリとは大の仲良しで、いつも一緒に行動している。
ポプリ
ミネラルタウンから観光に来ている。シスコンの兄リックと結婚したカレンと仲良しで、いつか幸せな結婚をすることを夢見ている。
ドクター
ミネラルタウンから観光に来ている医者。バケーションで来ているのに、ついつい薬草類を探してしまうのは職業病。ミネラルタウンに帰ると、元看護士の妻がいる。
クリフ
ミネラルタウンから観光に来ている。ミネラルタウンでは、宿屋の娘ランと結婚し、現在は宿屋の主となっている。
チェン
行商人。チャーリーの父。温厚で優しい性格をしている。子供と遊ぶことが大好き。
チャーリー
チェンの息子。活発でひとなつっこい性格。父を尊敬している。
フェレナ
エリク、ナタリーの母で、タロウの娘。編み物が趣味。プラス思考でほんわかした性格。
タロウ
フェレナの父。昔牧場経営をしたこともあるプロフェッショナルで、引退した今は娘たちの出荷業を手伝っている。
ゴラン
エリザの父親。大工。気性が荒く、口よりも手が先に出てしまうタイプ。
エリザ
しっかりした性格の、ゴランの娘。母親似の美少女。一人称は「あたい」。
ロヴェン
病気を治してもらった事から、女神様を信仰する神父。
アリエラ
戦争で身寄りがなくなったところをロヴェンに助けられた女の子。シスターをやっている。
マセル
動物屋経営。ジュリアの母。物怖じしない性格だが、寂しがりやらしい。少々太り気味。
ダルシャン
鉱石目当てで島に来た社長。傲慢で自分勝手な性格だが、娘であるセフィーナには甘い。妻に逃げられたらしい。
ワーダ
未開の地に住んでいる先住民。
女神さま
教会の隣にある泉に物を投げ込むと現れる。女神らしくないマイペースな性格。

## テレビCM
- イメージキャラクターとして、志田未来を起用している。また、志田が主演したテレビドラマ『14才の母』でも本作のCMが流れていたことがあった。